# جيمس مونرو ويليامز
جيمس مونرو ويليامز (12 سبتمبر 1833 - 15 فبراير 1907) محامًا أمريكيًا وجنديًا وتاجرًا. خدم في سلاح الفرسان كضابط مشاة في جيش الاتحاد في مسرح ترانس ميسيسيبي خلال الحرب الأهلية الأمريكية ، وكان قد تم تجنيده في رتبة عميد قرب نهاية النزاع.
ساعد ويليامز أيضًا في تشكيل وكان أول قائد لفوج المشاة الملون الأول في كانساس، أول وحدة من جنود USCT الذين يشاركون في القتال. بعد الحرب، وبقي ويليامز جنديًا حتى استقال عام 1871 ليصبح مزارعًا ، ثم عاد إلى الخدمة لفترة قصيرة بعد حوالي عشرين عامًا، وبعد ذلك أصبح تاجرًا.

## حياة سابقة
ولد جيمس م. وليامز في عام 1833 في لوفيل ، نيويورك ، وأصبح فيما بعد محامياً في تلك الولاية.  

## خدمة الحرب الأهلية
في 12 يوليو، 1861 ، دخل ويليامز في جيش الاتحاد ككابتن في فوج سلاح الفرسان الخامس في كانساس، وعُين قائداً له.  ومن ثم قاد بتنظيم الوحدة في ليفنوورث ، كانساس، ابتداء من ذلك الصيف وحتى يناير من التالي عام. خدم ويليامز وفوجه في وزارة كانساس حتى يونيو 1862 ، ثم في وزارة ميسوري في يوليو.
استقال ويليامز من سلاح الفرسان الخامس في كانساس في خريف عام 1862 للمساعدة في تنظيم وتدريب فوج المشاة الملون الأول في كانساس . تم ادخال الوحدة للخدمة في شهر أغسطس في فورت سكوت ، كانساس ، وعين قائدها عقيدًا في ميليشيا الولاية. قاد كتيبه إلى المعركة في 29 أكتوبر خلال مناوشات في جزيرة موند في مقاطعة بيتس بولاية ميسوري، وهي أول حالة من جنود جيش الاتحاد الملون في المعركة. تم تكليفه برتبة مقدم في جيش الاتحاد في 13 يناير، 1863 ، عندما تم توحيد فوجه كقوات المشاة الأمريكية الملونة في فوج 79 . في الثاني من مايو، تمت ترقية ويليامز إلى رتبة عقيد، وفي 1-2 يوليو حارب في معركة كابين كرييك في الأراضي الهندية . وبعد حوالي أسبوعين، قاد قواته خلال معركة هاون سبرينغز، وأصيب ويليامز في هذه المعركة.  
في ديسمبر 1863 تم تعيين وليامز في قيادة روسفيل، أركنساس، في مقاطعة الحدود، وزارة ميسوري، وشارك في رحلة كامدن في جنوب ووسط أركنساس من 23 مارس إلى 2 مايو 1864. ثم مارس قيادة اللواء في أوقات مختلفة في مقاطعة الحدود وفي الفيلق السابع لما تبقى من عام 1864 حتى خريف عام 1865.  حارب ويليامز أيضًا في معركة فورت سميث في غرب أركنساس في 31 يوليو 1864.
تم تكليفه برتبة نقيب في فوج الفرسان الأمريكي الثامن الجديد في الجيش النظامي في 28 يوليو 1866. كان مقر الفرسان الثامن في البداية من فورت ويبل في إقليم أريزونا، ولكن تمركز في وقت لاحق في فورت سيلدين وفورت بايارد، وكلاهما في إقليم نيو مكسيكو . استقال من منصبه في 29 مارس 1873 ، وتولى العمل في إقليم كولورادو كمربية .  
عاد ويليامز إلى الجيش بعد عقدين تقريبًا، وانضم إلى فوج سلاح الفرسان الأمريكي السابع ككابتن في 7 يناير 1891 ، وتقاعد بعد خمسة أيام ليصبح تاجرًا.  توفي ويليامز في واشنطن العاصمة ، في 15 فبراير 1907 ، ودُفن مع مرتبة الشرف العسكرية الكاملة في مقبرة أرلينغتون الوطنية في فرجينيا . 